# Lee Sweatt
Walter Lee Sweatt, ameriški hokejist, * 13. avgust 1985, Elburn, Illinois, ZDA.
Sweatt je v sezoni 2002/03 igral v USHL ligi za moštvo Chicago Steel. Nato se je vpisal na Colorado College, za katerega je štiri sezone igral v univerzitetni NCAA ligi. Profesionalec je postal med AHL sezono 2006/07, ko je 12 tekem odigral za moštvo San Antonio Rampage. S finskim prvoligašem TPS je podpisal leta 2007. Za TPS je nastopal nadvse solidno za branilca, saj je dosegel na 56 tekmah rednega dela 15 zadetkov in 18 podaj. Po sezoni 2010/11 pri klubih Manitoba Moose v ligi AHL in Vancouver Canucks v ligi NHL, kjer je odigral tri tekme ter dosegel po en gol in podajo, se je nepričakovano upokojil.
Sweatt je bil član ameriške inline hokejske reprezentance na Svetovnem inline prvenstvu 2008. ZDA so končale četrte, v tekmi za bronasto medaljo so izgubile proti Nemčiji. Sweatt je v šestih tekmah prispeval 4 gole in 4 podaje, zaradi česar so ga imenovali za najboljšega branilca turnirja.   Za ameriško reprezentanco v hokeju na ledu ni nastopil nikoli. 
Njegov mlajši brat Bill je bil izbran na NHL naboru 2007 s strani Chicago Blackhawksov, trenutno pa igra za Colorado College. 

## Pregled kariere
Posodobljeno: 23. februar 2009
Odebeljeno - reprezentančni nastopi, glej tudi Statistika pri hokeju na ledu.
| Moštvo               | Liga            | Sezona |    | Redni del | Redni del | Redni del | Redni del | Redni del | Redni del |   | Končnica | Končnica | Končnica | Končnica | Končnica | Končnica |
| -------------------- | --------------- | ------ | -- | --------- | --------- | --------- | --------- | --------- | --------- | - | -------- | -------- | -------- | -------- | -------- | -------- |
| Moštvo               | Liga            | Sezona | OT | G         | P         | T         | +/-       | KM        | OT        | G | P        | T        | +/-      | KM       |          |          |
| Chicago Steel        | USHL            | 02/03  |    | 58        | 6         | 9         | 15        |           | 25        |   |          |          |          |          |          |          |
| Colorado College     | NCAA            | 03/04  |    | 37        | 4         | 12        | 16        |           | 20        |   |          |          |          |          |          |          |
| Colorado College     | NCAA            | 04/05  |    | 41        | 3         | 24        | 27        |           | 34        |   |          |          |          |          |          |          |
| Colorado College     | NCAA            | 05/06  |    | 41        | 5         | 16        | 21        |           | 36        |   |          |          |          |          |          |          |
| Colorado College     | NCAA            | 06/07  |    | 37        | 9         | 15        | 24        |           | 51        |   |          |          |          |          |          |          |
| San Antonio Rampage  | AHL             | 06/07  |    | 11        | 0         | 1         | 1         | 0         | 8         |   |          |          |          |          |          |          |
| TPS Turku            | Finska liga     | 07/08  |    | 56        | 15        | 18        | 33        | -12       | 42        |   | 2        | 0        | 0        | 0        | -1       | 2        |
| EC Red Bull Salzburg | Avstrijska liga | 08/09  |    | 52        | 10        | 26        | 36        |           | 99        |   | 12       | 2        | 4        | 6        |          | 14       |
| TPS Turku            | Finska liga     | 09/10  |    | 21        | 9         | 7         | 16        |           | 8         |   | 15       | 7        | 6        | 13       |          | 8        |
| Vancouver Canucks    | NHL             | 10/11  |    | 3         | 1         | 1         | 2         |           | 2         |   |          |          |          |          |          |          |
| Manitoba Moose       | AHL             | 10/11  |    | 41        | 5         | 9         | 14        |           | 18        |   |          |          |          |          |          |          |
| Skupaj               |                 |        |    | 398       | 67        | 138       | 205       | -12       | 343       |   | 29       | 9        | 10       | 19       | -1       | 24       |